# Yigal Ozeri

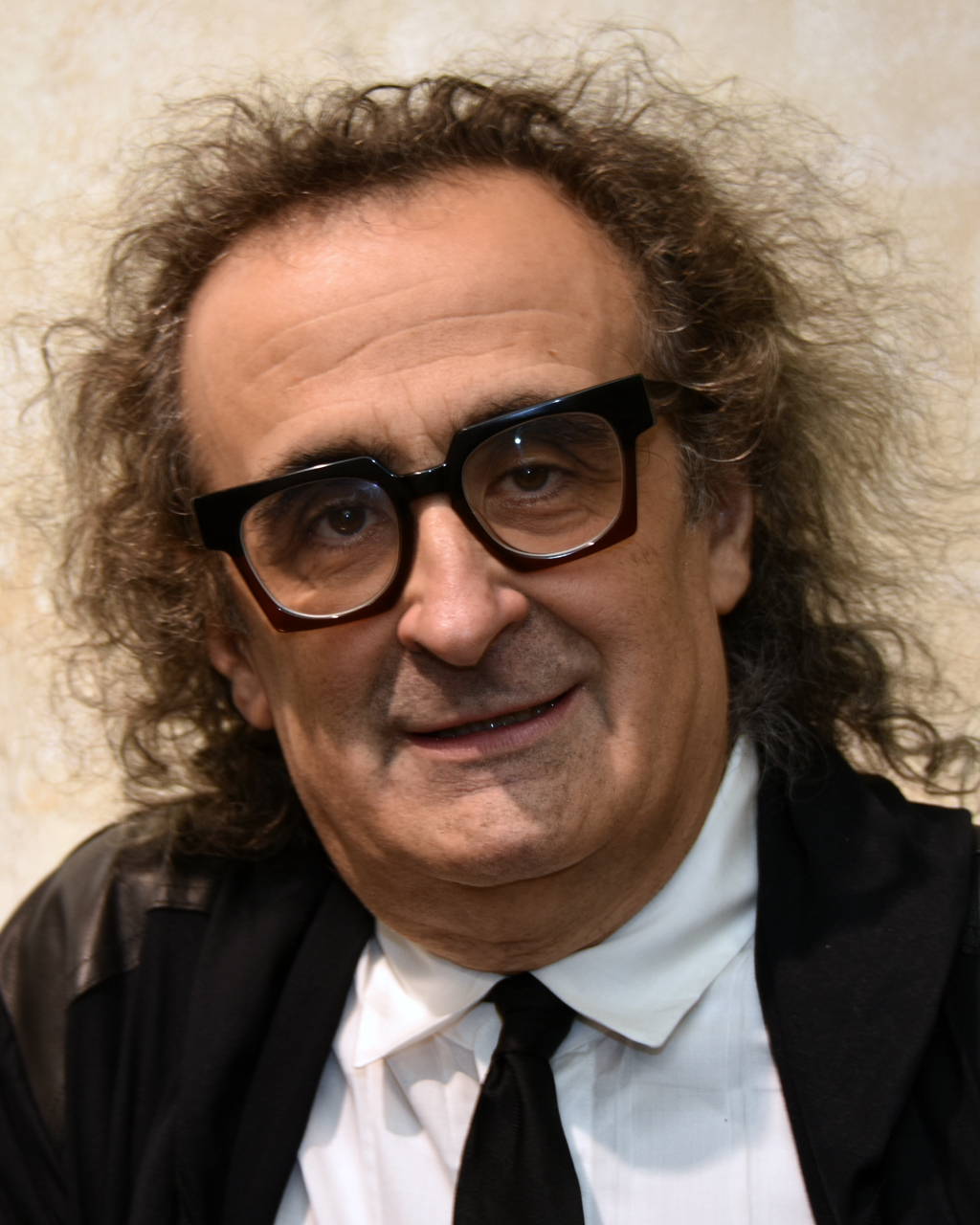
Yigal Ozeri 2019

Yigal Ozeri (* 1958 in Israel) ist ein israelischer Künstler, der in New York City lebt. Er ist bekannt für großformatige  fotorealistische Ölgemälde, die Porträts junger Frauen in Landschaften sind.
Ozeri studierte am Sacramento State College sowie am California College of Arts and Crafts in Oakland, USA.
Werke von Yigal Ozeri befinden sich u. a. in den ständigen Sammlungen des Whitney Museum of American Art, des McNay Art Museum in San Antonio, des Jewish Museum of New York, des Israel Museum, des Tel Aviv Museum of Art und der Albertina.